# Lycaugesia stigmaleuca
Lycaugesia stigmaleuca là một loài bướm đêm trong họ Noctuidae.